# علي ستيفنز
علي ستيفنز (بالإنجليزية: Ali Stephens)‏ هي عارضة أمريكية، ولدت في 10 مايو 1991 في سولت ليك في الولايات المتحدة.

## روابط خارجية
- علي ستيفنز على موقع دليل عارضات الأزياء (الإنجليزية)